# Saltzman-Verfahren
Das Saltzman-Verfahren ist ein chemisch-analytisches Messverfahren zur Bestimmung der Konzentration von Stickstoffdioxid in Gasen, das 1954 von Bernard E. Saltzman (1918–2010) publiziert wurde. Es wird in verschiedenen Standards beschrieben.

## Beschreibung
Das Saltzman-Verfahren basiert auf der Griess‐Ilosvay‐Reaktion. Bei dieser Nachweisreaktion für Nitrite ergibt sich mit einem Reagenz aus Sulfanilsäure und 1-Naphthylamin eine Rotfärbung.
Die Probenluft wird durch eine unter anderem aus Sulfanil- und Essigsäure bestehende Reaktionslösung geleitet, sodass sich bei Anwesenheit von Stickstoffdioxid ein roter Azofarbstoff bildet. Die Farbintensität der Reaktionslösung wird photometrisch bestimmt und gibt Auskunft über den Gehalt von Stickstoffdioxid in der Probenluft. Die Extinktion der Farblösung ist frühestens nach 15 Minuten zu messen, ein Zeitraum von 20 Stunden zwischen Probenahme und Extinktionsmessung darf jedoch nicht überschritten werden. Die Eichkurven des Verfahrens sind nicht linear.
Durch Einsatz eines Oxidationsmittels kann das Saltzman-Verfahren auch zur Ermittlung von Stickstoffmonoxid Verwendung finden. Soll bei gleichzeitiger Anwesenheit von Stickstoffdioxid nur Stickstoffmonoxid bestimmt werden, so ist das zu beprobende Gas vorher durch eine Lösung, die Stickstoffdioxid absorbiert, zu leiten.
Bei der Probenahme in Innenräumen führt Tabakrauch zu einer Verfälschung des Messergebnisses, weil Bestandteile des Rauchs mit der Reaktionslösung reagieren. Da der Störeinfluss von der Rauchdichte abhängt, lässt er sich nicht quantifizieren.

## Standardisierung
Das Saltzman-Verfahren wird unter anderem in den VDI-Richtlinien VDI 2453 Blatt 1 und VDI 4301 Blatt 1 sowie der Norm DIN 51864 beschrieben. Es ist das deutsche Referenzverfahren für Immissionsmessungen von Stickstoffdioxid.
Eine VDI-Richtlinie aus dem Jahr 1974 zur Bestimmung der Stickstoffmonoxid-Konzentration mittels Saltzman-Verfahren wurde im Mai 1992 zurückgezogen.